# 室友ROOMMATE
室友ROOMMATE，由台灣全民大劇團在2017年推出的舞台劇，內容呈現三對夫妻在婚姻關係中發現彼此從夫妻逐漸變成室友的心情轉變。由王偉忠導演、舞台設計為建築師姚仁喜、王蓉編劇。

## 簡介
這一齣舞台劇描繪了三對夫妻的婚姻歷程，老夫老妻、中年夫妻與新婚夫妻，明明是夫妻、卻形同室友的真實心境。本劇描繪夫妻之間無性、無言、無火花的無奈